# 쇼! 노래하는 대한민국
《쇼! 노래하는 대한민국》은 2009년 9월 5일부터 2009년 12월 19일까지 SBS에서 방송된 시청자 참여 공개 음악 프로그램이다.

## 특징
2009년 9월 5일에 첫방송되어, 전국의 기초자치단체 단위로 제작 · 방송되었다. 전체적인 포맷이 KBS의 《전국노래자랑》과 비슷하지만 이 프로그램과 다르게 그 지역의 일터로 찾아가서 예심을 하여 선발한다. 또 심사위원장도 그 지역에 살고 있는 사람 중 10명을 뽑아 심사위원을 본다. 그리고 전국노래자랑과 다르게 레드카드 4장 이상이 되면 땡 처리된다.
《쇼! 노래하는 대한민국》도 《전국노래자랑》과 같이 악단이 있다. 악단은 이승철, 김건모, 신승훈 등 국내 최고 가수들의 음반을 빛낸 세션들로 구성된 꽃미남 밴드 이정철과 유로파이다.

## 역대 방문지

### 2009년
| 회차 | 방송일    | 방문지            | 비고  |
| ---- | --------- | ----------------- | ----- |
| 1회  | 9월 5일   | 경기도 하남시     |       |
| 2회  | 9월 12일  | 경상북도 문경시   |       |
| 3회  | 9월 19일  | 경기도 화성시     |       |
| 4회  | 9월 26일  | 경기도 고양시     |       |
| 5회  | 10월 10일 | 경상북도 포항시   |       |
| 6회  | 10월 31일 | 경기도 수원시     |       |
| 7회  | 11월 7일  | 인천광역시        | [ 1 ] |
| 8회  | 11월 14일 | 경기도 안산시     |       |
| 9회  | 11월 21일 | 경기도 과천시     |       |
| 10회 | 11월 28일 | 경기도 오산시     |       |
| 11회 | 12월 12일 | 경기도 의정부시   | [ 2 ] |
| 12회 | 12월 19일 | 서울특별시 양천구 |       |

## 결방
- 2009년 10월 3일 - 《그대,  웃어요》 재방송(1~2회)이 12시 35분부터 연속 편성되면서 《천만번 사랑해》 재방송이 11시 25분으로 옮겨 결방
- 2009년 10월 17일 - 특집다큐 <키스 & 크라이 - 연아, 본드걸로 돌아오다> 재방송 편성[3]
- 2009년 10월 24일 - 한국시리즈 7차전 중계가 2시부터 편성[4]
- 2009년 12월 5일 - <2009 ISU 피겨 그랑프리 파이널 하이라이트> 편성[5]

## 같이 보기
- 《전국노래자랑》(KBS 1TV)